# Iftar

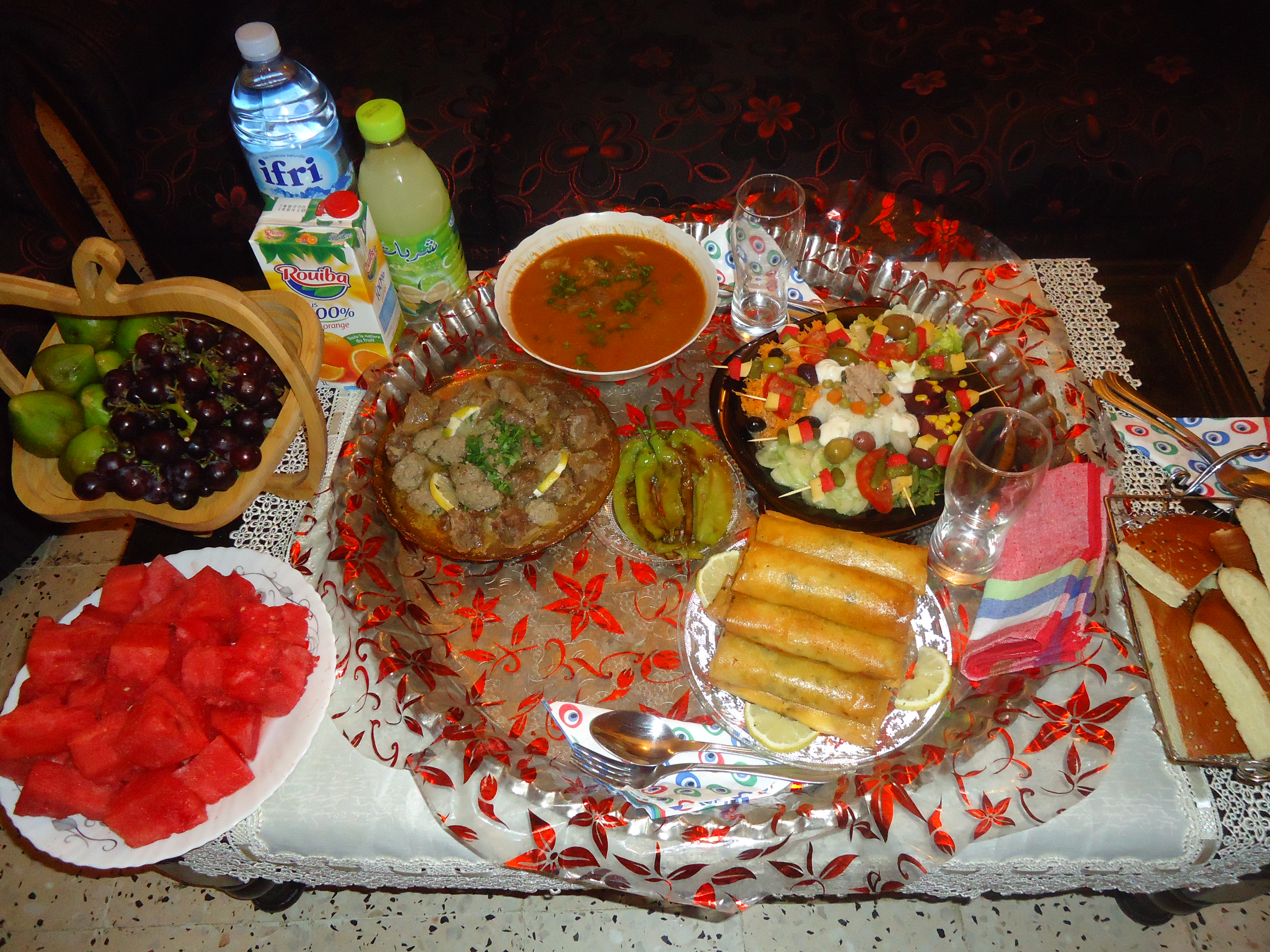
Pregătită în avans, masa de iftar este gata pentru apusul soarelui.

Iftar (în arabă:إفطار) este masa care este luată în fiecare seară, de către musulmani, după apusul soarelui în timpul postului din luna Ramadan. Termenul iftar este similar cu fitr (în Eid ul-Fitr, sărbătoarea care marchează sfârșitul Ramadanului), cu sensul de „rupere rapidă”. În afara acestui context, termenul se referă la micul dejun.
Iftar poate fi o masă de familie sau un banchet într-o moschee sau în alt loc public.
Este, de asemenea, numit ftour sau ftor' în dialectele nord-africane.

## Legături externe
- en Ramadan 2015 Time Table Arhivat în 21 iunie 2015, la Wayback Machine.
- en Rulings for Iftar (Breaking the fast after sunset) Arhivat în 13 iunie 2016, la Wayback Machine.